# Erwin Planck

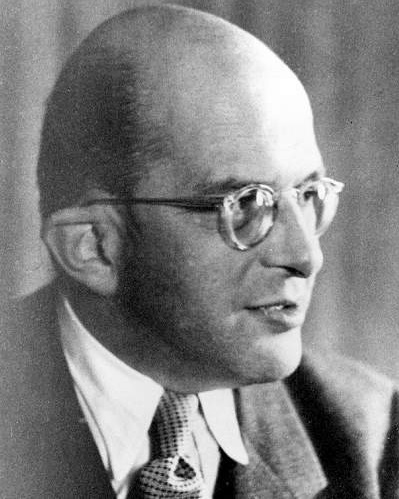
Erwin Planck nel 1932

Erwin Planck (Charlottenburg, 12 marzo 1893 – Berlino, 23 gennaio 1945) è stato un politico tedesco, combattente della resistenza contro il regime nazista e giustiziato perché coinvolto nella preparazione dell'attentato a Hitler del 20 luglio 1944.

## Biografia
Nato a Charlottenburg (oggi parte di Berlino), Erwin Planck era il quarto figlio del fisico Max Planck (1858-1947), vincitore del premio Nobel, e della prima moglie Marie Merck (1861–1909). Il padre ha tenuto una cattedra alla Frederick William University di Berlino dal 1889 ed era diventato un membro di spicco della German Physical Society (DPG); i suoi figli sono cresciuti nel ricco ambiente della zona di Grunewald. 
Dopo aver conseguito l'Abitur nel 1911, Erwin Planck intraprende la carriera di ufficiale dell'esercito tedesco. Nella prima guerra mondiale viene fatto quasi subito prigioniero delle forze francesi nel 1914. Planck torna in Germania nel 1917 ed è attivo nello stato maggiore. Qui incontra per la prima volta il maggiore Kurt von Schleicher: è l'inizio di un'amicizia durata tutta la vita. 
Dopo la guerra il maggiore Schleicher diventa capo del dipartimento politico nel nuovo ministero del Reichswehr e nel 1920 nomina Planck suo assistente. Nel gennaio 1924 Schleicher lo manda come ufficiale di collegamento presso la Cancelleria del Reich, dove Planck diventa anche funzionario del governo dopo aver lasciato le forze armate del Reichswehr nel 1926. Alla caduta del governo di Brüning nel 1932, è nominato viceministro del Cancelliere Franz von Papen e mantiene questo incarico quando lo stesso Schleicher diventa Cancelliere del Reich a dicembre. Planck cerca di ottenere il sostegno nazista per il suo governo, anche se inutilmente. 
Quando Schleicher si dimette e Adolf Hitler è nominato Cancelliere il 30 gennaio 1933, Planck lascia anche lui l'incarico e, messo in pensione temporanea, si reca all'estero in Asia orientale per un anno. Poco dopo il suo ritorno in Germania, Kurt von Schleicher e sua moglie sono uccisi nella loro casa di Babelsberg dai membri del Sicherheitsdienst (SD) nella Notte dei lunghi coltelli il 30 giugno 1934. Planck tenta invano di ottenere una spiegazione per l'omicidio dell'amico. Ha anche diversi colloqui cospirativi con il generale Werner von Fritsch di Reichswehr, colloqui che, tuttavia, non portano a nessun risultato. 
Nel 1936 Planck entra nel mondo degli affari, lavorando in un ruolo di spicco nel gruppo aziendale Otto Wolff, un grande conglomerato con sede a Colonia. Nel 1939 assume la guida della filiale di Berlino. 
Nell'agosto del 1939, alla vigilia della seconda guerra mondiale, Planck fa parte di un gruppo di persone, tra cui il ministro delle finanze prussiano Johannes Popitz e il presidente della Reichsbank, Hjalmar Schacht, che si avvicina al generale Georg Thomas, capo dell'Ufficio dell'economia e degli armamenti della difesa, chiedendogli di provare a contrastare lo scoppio dell'imminente invasione della Polonia. Thomas accetta e scrive un memorandum al suo superiore, il capo OKW Wilhelm Keitel, in cui afferma che una guerra contro la Polonia avrebbe scatenato una guerra mondiale e che la Germania non avrebbe potuto vincerla a causa degli enormi problemi di approvvigionamento. Keitel cerca di placare i timori di Thomas dicendogli che Hitler non stava pianificando una simile guerra. 
Nel 1940, Planck, Popitz, Ulrich von Hassell e il generale Ludwig Beck elaborano una "Costituzione provvisoria" supponendo che il prossimo attacco al fronte occidentale avrebbe rovesciato il regime di Hitler. Anche in seguito Planck rimane negli ambienti della resistenza conservatrice sviluppata intorno a Carl Friedrich Goerdeler ed è coinvolto nella preparazione della trama dell'attentato a Hitler del 20 luglio 1944. Viene arrestato il 23 luglio 1944 e portato nel quartier generale della Gestapo presso il Reichssicherheitshauptamt (RSHA). 

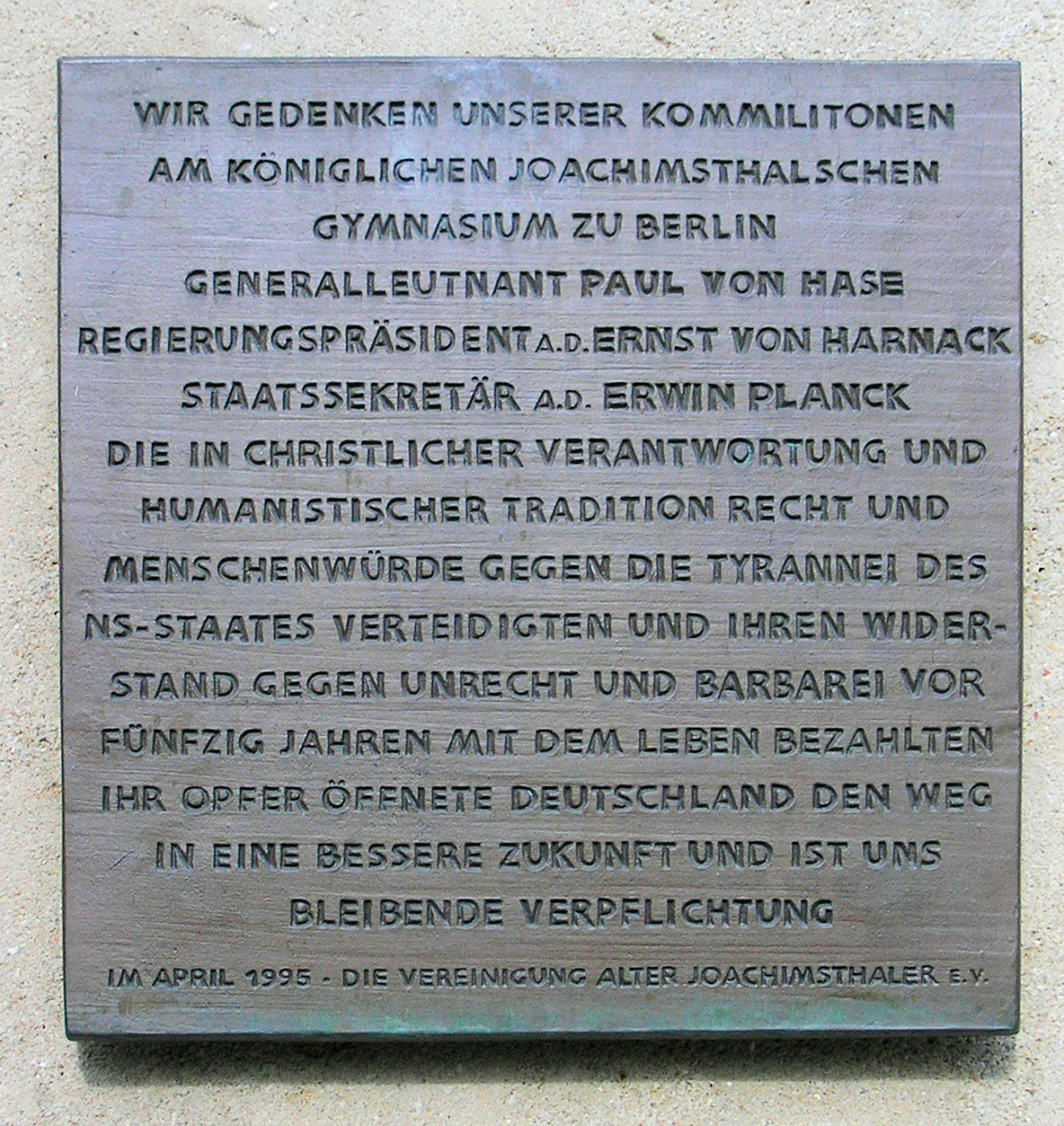
Lapide commemorativa al Joachimsthalsches Gymnasium

Erwin Planck viene condannato a morte in un processo presso il "Tribunale del popolo" (Volksgerichtshof) il 23 ottobre 1944 ed è giustiziato per impiccagione il 23 gennaio 1945 nella prigione di Plötzensee a Berlino.

## Lapide commemorativa
Una lapide commemorativa dedicata a Erwin Planck e ai suoi compagni Paul von Hase ed Ernst von Harnack si trova nella sua vecchia scuola, il Joachimsthalsches Gymnasium nel quartiere berlinese di Wilmersdorf.